# Maud Nordlander
Maud Nordlander (ur. 11 listopada 1943), szwedzka curlerka, brązowa medalistka Mistrzostw Europy 1986.
Maud początkowo była zawodniczką Sundsvalls Curlingklubb, w sezonie 1969/1970 triumfowała w mistrzostwach kraju jako otwierająca u Goldis Berggren. Powtórzyła to dokonanie w 1973 zagrywając przedostatnie kamienie w ekipie Gunvor Hamberg. W latach tych nie rozgrywano turniejów międzynarodowych.
W późniejszym okresie Nordlander reprezentowała Norrköpings Curlingklubb, grała jako czwarta w zespole Ingi Arfwidsson, która obejmowała trzecią pozycję. Z nowymi zawodniczkami początkowo zdobyła po raz trzeci złote medale na arenie krajowej w 1985, okazało się także, że zespół był najlepszy w Elitserien damer 1985/1986. Tak dobre wyniki umożliwiły Maud występy na arenie międzynarodowej.
Szwedki w Mistrzostwach Świata 1985 zakwalifikowały się do fazy finałowej. W półfinałach uległy późniejszym mistrzyniom z Kanady (Linda Moore), tym samym wynikiem przegrały mecz o brązowy medal przeciwko Szwajcarkom (Erika Müller). Pod koniec tego samego roku Nordlander uczestniczyła w Mistrzostwach Europy, w turnieju rozgrywanym potrójnym systemem pucharowym zawodniczki z Norrköping uplasowały się na 5. miejscu. Zespół Arfwidsson znalazł się w najlepszej czwórce Mistrzostw Świata 1986, w półfinale znów lepsze były Kanadyjki (Marilyn Bodogh-Darte). Reprezentacja Szwecji zdołała jednak zdobyć brązowe medale pokonując w ostatnim meczu 10:9 Szkotki (Isobel Torrance Junior).
W ostatnich latach Nordlander rywalizuje w konkurencji seniorskiej, wywalczyła srebrne medale mistrzostw kraju 2008.

## Drużyna
|           | Czwarta         | Trzecia              | Druga            | Otwierająca       |
| --------- | --------------- | -------------------- | ---------------- | ----------------- |
| 2009/2011 | Inga Arfwidsson | Ulrika Åkerberg-Palm | Inger Berg       | Maud Nordlander   |
| 2007/2008 | Inga Arfwidsson | Maud Nordlander      | Ewa Linderholm   | Ulrika Åkerberg   |
| 1984/1986 | Maud Nordlander | Inga Arfwidsson      | Ulrika Åkerberg  | Barbro Arfwidsson |
| 1972/1973 | Gunvor Hamberg  | Maud Nordlander      | Ewa Hallberg     | Birgitta Eriksson |
| 1969/1970 | Goldis Berggren | Barbro Berggren      | Birgitta Jarehov | Maud Nordlander   |